# Кюблак
Кюбла́к (фр. и окс. Cublac) — коммуна во Франции, находится в регионе Лимузен. Департамент — Коррез. Входит в состав кантона Ларш. Округ коммуны — Брив-ла-Гайярд.
Код INSEE коммуны — 19066.
Коммуна расположена приблизительно в 420 км к югу от Парижа, в 80 км южнее Лиможа, в 39 км к западу от Тюля.

## Население
Население коммуны на 2008 год составляло 1670 человек.
| 1962 | 1968 | 1975 | 1982 | 1990 | 1999 | 2008 |
| ---- | ---- | ---- | ---- | ---- | ---- | ---- |
| 1021 | 1062 | 1132 | 1377 | 1560 | 1517 | 1670 |

## Экономика

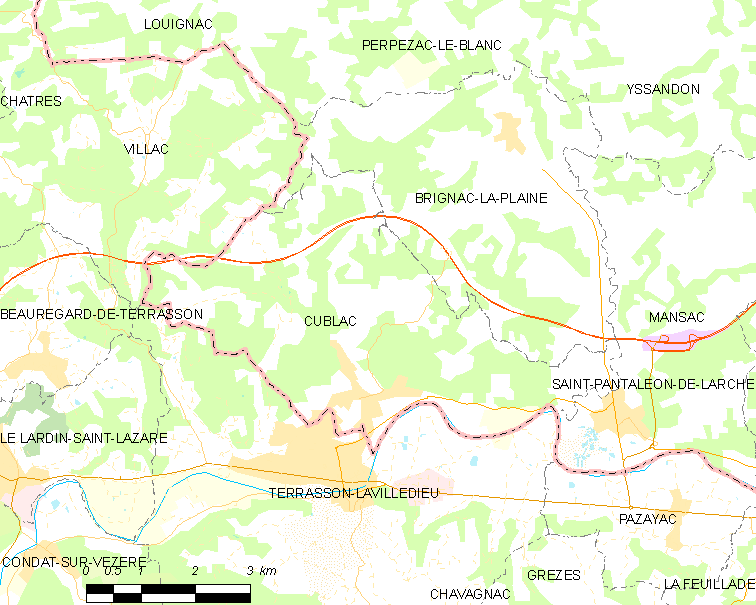
Карта коммуны

В 2007 году среди 1018 человек в трудоспособном возрасте (15-64 лет) 728 были экономически активными, 290 — неактивными (показатель активности — 71,5 %, в 1999 году было 68,5 %). Из 728 активных работали 661 человек (351 мужчина и 310 женщин), безработных было 67 (27 мужчин и 40 женщин). Среди 290 неактивных 86 человек были учениками или студентами, 124 — пенсионерами, 80 были неактивными по другим причинам.